# Siles (Jaén)
Siles es un municipio y localidad española de la provincia de Jaén, en la comunidad autónoma de Andalucía. Perteneciente a la comarca de la Sierra de Segura, limita con la provincia de Albacete y tiene una población de 2109 habitantes (INE 2024).
Gran parte de su término municipal se encuentra dentro del parque natural de la Sierra de Cazorla, Segura y Las Villas. Debido a su enclave se trata de un municipio mayoritariamente forestal cercano al río, concentrándose las tierras de cultivo, fundamentalmente olivar, en una franja de dirección suroeste-nordeste que incluye las proximidades del núcleo urbano y el enclave municipal que posee el municipio al noroeste de la comarca. La actividad económica se basa en la agricultura (olivar) y el turismo, contribuyendo a ella también los aprovechamientos forestales y la ganadería ovina.

## Símbolos
Escudo

Cuartelado en cruz: I En oro, una cruz de Santiago de gules. II y III: En gules, un castillo de oro, almenado y esclarecido. IV: En oro, dos espadas de su color, alzadas, y cruzadas en sotuer. Bordura general de plata, cargada con trece sotueres de gules. Contorno hispano-francés y timbre de corona de infante.

## Geografía física

### Situación
Se encuentra a 160 km de Jaén, a 101 km de Úbeda y a 29 km de Segura de la Sierra, siendo Siles uno de los principales accesos a la sierra por la provincia de Albacete, entrando por Riópar. 
El núcleo de población principal aparece en la hoja 865. Siendo sus coordenadas: 38°23′N 2°35′O / 38.383, -2.583
| Noroeste: Villarrodrigo    | Norte: Villarrodrigo y Bienservida | Noreste: Villaverde de Guadalimar y Cotillas |
| Oeste: Torres de Albanchez |                                    | Este: Cotillas                               |
| Suroeste Benatae           | Sur: Orcera                        | Sureste: Segura de la Sierra                 |

El término municipal de Siles estuvo conformándose desde el reinado de Felipe II, cuando quiso controlar la aldea Miller (Jaén). Pero esta pedanía fue controlada desde 1574 por El Hornillo o Santiago de la Espada. Sin embargo, la relación entre Siles y Miller (Jaén) se halla en la conservación de varios apellidos en la población millerera que provienen de algunos sileños que se desplazaron a dicha aldea a lo largo de los siglos. 

### Orografía
Red geodésica
| Punto geodésico | Altitud   | Número | Hoja MTN | Coordenadas                     |
| --------------- | --------- | ------ | -------- | ------------------------------- |
| Espino          | 1.720,180 | 88797  | 887      | 38°23′N 2°35′O / 38.383, -2.583 |
| Navalperal      | 1.618,170 | 88789  | 887      | 38°23′N 2°35′O / 38.383, -2.583 |

### Climatología
| 2009                        | ene | feb | mar | abr | may | jun | jul | ago | sep | oct | nov | dic | Media |
| --------------------------- | --- | --- | --- | --- | --- | --- | --- | --- | --- | --- | --- | --- | ----- |
| Temperaturas medias (°C)    | 6   | 7   | 10  | 13  | 15  | 22  | 26  | 28  | 20  | 16  | 13  | 7   | 15,25 |
| Precipitaciones medias (mm) | 28  | 20  | 23  | 33  | 83  | 32  | 18  | 21  | 38  | 38  | 23  | 21  | 31,5  |

## Geografía humana

### Demografía
Cuenta con una población de 2109 habitantes (INE 2024).
| Gráfica de evolución demográfica de Siles entre 1842 y 2021                                                           |
| |
| Población de derecho según los censos de población del INE. Población de hecho según los censos de población del INE. |

### Núcleos de población
| Núcleos de población     | Habitantes | Hombres | Mujeres | Distancia (km) |
| ------------------------ | ---------- | ------- | ------- | -------------- |
| Siles (núcleo principal) | 2438       | 1220    | 1192    | 0 km           |
| Cañada del Señor         | 10         | 6       | 4       | 10 km          |
| Don Marcos               | 7          | 4       | 3       | 5 km           |
| Vega de Castrobayona     | 9          | 6       | 3       | 4 km           |

## Economía

### Evolución de la deuda viva municipal
| Gráfica de evolución de Deuda viva del Ayuntamiento de Siles entre 2008 y 2019                                |
| |
| Deuda viva del Ayuntamiento de Siles en miles de Euros según datos del Ministerio de Hacienda y Ad. Públicas. |

## Organización político-administrativa

### Elecciones municipales
| Elecciones municipales desde 1979                     |      |      |      |      |      |      |      |      |      |      |      |      |
|                                                       | 1979 | 1983 | 1987 | 1991 | 1995 | 1999 | 2003 | 2007 | 2011 | 2015 | 2019 | 2023 |
| AP/PP                                                 | -    | 5    | 5    | 6    | 4    | 4    | 5    | 5    | 6    | 6    | 6    | 6    |
| PSOE                                                  | 5    | 6    | 5    | 5    | 7    | 6    | 6    | 5    | 5    | 5    | 5    | 5    |
| PCE/IU                                                | 0    | 0    | 1    | 0    | 0    | 1    | -    | 0    | 0    | 0    | -    | -    |
| PA                                                    | -    | -    | -    | -    | -    | -    | -    | 1    | 0    | 0    | -    | -    |
| FADI                                                  | -    | -    | -    | -    | -    | -    | 0    | -    | -    | -    | -    | -    |
| UCD                                                   | 6    | -    | -    | -    | -    | -    | -    | -    | -    | -    | -    | -    |
| En negrilla el partido más votado                     |      |      |      |      |      |      |      |      |      |      |      |      |
| Fuente:Datos de las elecciones municipales desde 1979 |      |      |      |      |      |      |      |      |      |      |      |      |

### Alcaldía
| Periodo   | Nombre                                         | Partido                                            |
| --------- | ---------------------------------------------- | -------------------------------------------------- |
| 1979-1983 | Juan Sánchez Serrano 1980: Ángel Serrano López |                                                    |
| 1983-1987 | Antonio Fernández Robles                       |                                                    |
| 1987-1991 | Antonio Fernández Robles                       |                                                    |
| 1991-1995 | José Cano Chinchilla                           | Logo del PP desde 1989 hasta 1993                  |
| 1995-1999 | José Ángel Cifuentes Lozano                    |                                                    |
| 1999-2003 | José Ángel Cifuentes Lozano                    |                                                    |
| 2003-2007 | María Celestina Martínez Alarcón               |                                                    |
| 2007-2011 | Francisco Javier Bermúdez Carrillo             | Logo del PP desde 2008 hasta 2015                  |
| 2011-2015 | Francisco Javier Bermúdez Carrillo             | Logo del PP desde 2008 hasta 2015                  |
| 2015-2019 | Francisco Javier Bermúdez Carrillo             | Logo del PP desde el 9 de julio de 2015 hasta 2019 |
| 2019-2023 | Francisco Javier Bermúdez Carrillo             | Logo del PP desde 2019 hasta 2022                  |
| 2023-act. | Francisco Javier Bermúdez Carrillo             |                                                    |

## Patrimonio
Torre del Cubo y restos de murallas

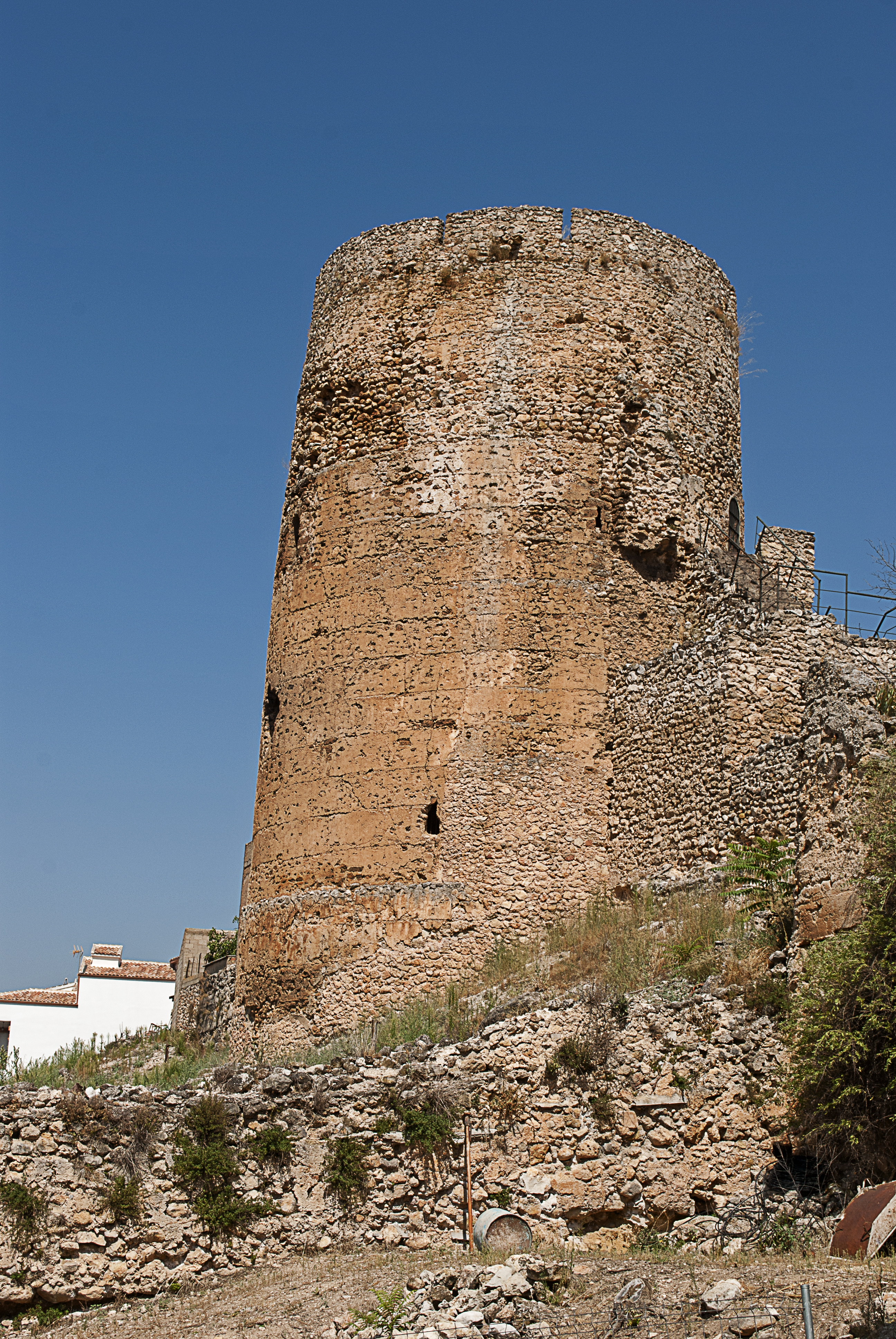
Torre del Cubo

La torre del Cubo, de fábrica mixta de tapial y cantería, llama la atención por sus 27 m de altura. De planta circular y dos pisos, tiene la primera cubierta con bóveda de horno y la segunda gótica con nervios. Por el tipo de construcción apunta un origen musulmán reestructurada en época santiaguista.
Entre el caserío subsisten restos de murallas y otro torreón. Este último presenta arco de medio punto y esquinas reforzadas con piezas a soga y tizón. Otro de los elementos del antiguo recinto es la torre y arco de la Magdalena. Está declarado Monumento Histórico.
Parroquia de Nuestra Señora de la Asunción
Este templo fue construido entre los siglos XIV y XV, y reformado durante el siglo XVIII. Tiene una sola nave con capillas laterales, en la que se distinguen dos fábricas: el tramo del siglo XVIII que se cubre con bóveda de medio cañón, con arcos fajones apeados en una moldura clásica sobre pilastras canjeadas. El acceso a la segunda fábrica se realiza a través de un arco diafragma apuntado que soportaría en otro tiempo una cubierta de madera. La torre situada a los pies, es del siglo XVI.
Las dos portadas presentan la peculiaridad de estar protegidas con guardapolvo de madera entre contrafuertes, ambas son renacentistas.
Ermita de San Roque
Fue construida en el siglo XVIII. Presenta nave rectangular cubierta con armazón de madera y presbiterio cubierto con media naranja sobre pechinas.

## Patrimonio inmaterial
- Fiestas patronales de San Roque (agosto).

Siles celebra fiestas en honor a su patrón,San Roque, durante la tercera semana del mes de agosto, siendo el día del patrón es el 16 de agosto. Destacan por los encierros de vaquillas cuya carne, previamente cocida en la "caldera del santo"(recipiente de cobre construido en 1853), siguiendo la más antigua tradición culinaria resulta un exquisito bocado que se ofrece a los visitantes.
- Feria de San Miguel Arcángel (septiembre).

El día de la víspera de la festividad del santo, los sileños se trasladan al campo para almorzar y pasar una jornada festiva.
- Mercado Medieval del 19 al 21 de julio de 2024 con Espectáculos De Circo, Fuego, Talleres Infantiles  [12]